# Graptacme novaehollandiae
Graptacme novaehollandiae is een Scaphopodasoort uit de familie van de Dentaliidae. De wetenschappelijke naam van de soort is voor het eerst geldig gepubliceerd in 1843 door Chenu.